# Dave Michayluk
David Michayluk, dit Dave Michayluk, (né le 18 mai 1962 à Wakaw dans la Saskatchewan au Canada) est un joueur canadien professionnel de hockey sur glace.

## Carrière
Dave Michayluk a commencé à jouer dans la Ligue de hockey junior de la Saskatchewan en 1979 au sein des Raiders de Prince Albert avant de rejoindre la Ligue de hockey de l'Ouest et les Pats de Regina. Réalisant une saison de 62 buts et 133 points en 72 matchs, il finit troisième meilleur pointeur de l'équipe derrière Brian Varga et Jock Callander. Il est alors choisi par les Flyers de Philadelphie au cours du repêchage d'entrée dans la Ligue nationale de hockey de 1981 au cinquième tour (65e choix).
Il ne rejoint pas pour autant de suite la franchise de LNH mais continue pour la saison 1981-1982 avec les Pats et finit second au classement des pointeurs derrière son ami, Callander. Il est alors nommé dans la seconde équipe d'étoiles de la LHOu et joue même un match pour les Flyers.
Il n'arrive pas à se faire une place dans la franchise de LNH et passe la majeure partie de son temps dans la Ligue américaine de hockey.
Pour la saison 1984-1985, il rejoint la Ligue internationale de hockey et les Wings de Kalamazoo et finit meilleur buteur de la ligue avec 66 buts (trophée Leo-P.-Lamoureux). La saison suivante, il joue trois matchs dans la LAH avant de commencer une carrière de douze saisons avec les Lumberjacks de Muskegon (puis de Cleveland) avec son ami Jock Callander. Il tiendra d'ailleurs le poste de joueur-entraîneur de Cleveland en 1993-1994.
Il est nommé dans l'équipe de étoiles de la LIH en 1987, 1988, 1989 et 1990 dépassant à chaque fois les 100 points et gagnant également le trophée Lamoureux à la fin de la saison 1989. La même saison, il gagne également le titre de meilleur joueur de la saison (trophée James-Gatschene) ainsi que celui du meilleur joueur des séries éliminatoires. Dans le même temps, son équipe gagne la Coupe Turner.
En 1991-1992, il joue toute la saison avec les Lumberjacks ainsi que les séries avant d'être appelé par les Penguins de Pittsburgh qui pendant les séries éliminatoires manquent de joueur. Ainsi, en compagnie de Jock Callander il rejoint l'équipe et gagne la Coupe Stanley.
Il prend sa retraite à la fin de la saison 1996-1997 en étant le meilleur marqueur de l'histoire de la Ligue internationale de hockey.

### Statistiques de carrière
| Saison     | Équipe                       | Ligue      |    | Saison régulière | Saison régulière | Saison régulière | Saison régulière | Saison régulière |    | Séries éliminatoires | Séries éliminatoires | Séries éliminatoires | Séries éliminatoires | Séries éliminatoires |
| Saison     | Équipe                       | Ligue      | PJ | B                | A                | Pts              | Pun              | PJ               | B  | A                    | Pts                  | Pun                  |                      |                      |
| 1979-1980  | Raiders de Prince Albert     | LHJS       |    |                  |                  |                  |                  |                  |    |                      |                      |                      |                      |                      |
| 1979-1980  | Pats de Regina               | LHOu       | 1  | 0                | 1                | 1                | 0                |                  |    |                      |                      |                      |                      |                      |
| 1980-1981  | Pats de Regina               | LHOu       | 72 | 62               | 71               | 133              | 39               | 11               | 5  | 12                   | 17                   | 8                    |                      |                      |
| 1981-1982  | Pats de Regina               | LHOu       | 72 | 62               | 111              | 173              | 128              | 20               | 16 | 24                   | 40                   | 23                   |                      |                      |
| 1981-1982  | Flyers de Philadelphie       | LNH        | 1  | 0                | 0                | 0                | 0                |                  |    |                      |                      |                      |                      |                      |
| 1982-1983  | Mariners du Maine            | LAH        | 69 | 32               | 40               | 72               | 16               | 8                | 0  | 2                    | 2                    | 0                    |                      |                      |
| 1982-1983  | Flyers de Philadelphie       | LNH        | 13 | 2                | 6                | 8                | 8                |                  |    |                      |                      |                      |                      |                      |
| 1983-1984  | Indians de Springfield       | LAH        | 79 | 18               | 44               | 62               | 37               | 4                | 0  | 0                    | 0                    | 2                    |                      |                      |
| 1984-1985  | Wings de Kalamazoo           | LIH        | 82 | 66               | 33               | 99               | 49               | 11               | 7  | 7                    | 14                   | 0                    |                      |                      |
| 1984-1985  | Bears de Hershey             | LAH        | 3  | 0                | 2                | 2                | 2                |                  |    |                      |                      |                      |                      |                      |
| 1985-1986  | Lumberjacks de Muskegon      | LIH        | 77 | 52               | 52               | 104              | 73               | 14               | 6  | 9                    | 15                   | 12                   |                      |                      |
| 1985-1986  | Oilers de la Nouvelle-Écosse | LAH        | 3  | 0                | 1                | 1                | 0                |                  |    |                      |                      |                      |                      |                      |
| 1986-1987  | Lumberjacks de Muskegon      | LIH        | 82 | 47               | 53               | 100              | 69               | 15               | 2  | 14                   | 16                   | 8                    |                      |                      |
| 1987-1988  | Lumberjacks de Muskegon      | LIH        | 81 | 56               | 81               | 137              | 46               | 6                | 2  | 0                    | 2                    | 18                   |                      |                      |
| 1988-1989  | Lumberjacks de Muskegon      | LIH        | 80 | 50               | 72               | 122              | 84               | 13               | 9  | 12                   | 21                   | 24                   |                      |                      |
| 1989-1990  | Lumberjacks de Muskegon      | LIH        | 79 | 51               | 51               | 102              | 80               | 15               | 8  | 14                   | 22                   | 10                   |                      |                      |
| 1990-1991  | Lumberjacks de Muskegon      | LIH        | 83 | 40               | 62               | 102              | 116              | 5                | 2  | 2                    | 4                    | 4                    |                      |                      |
| 1991-1992  | Lumberjacks de Muskegon      | LIH        | 82 | 39               | 63               | 102              | 154              | 13               | 9  | 8                    | 17                   | 4                    |                      |                      |
| 1991-1992  | Penguins de Pittsburgh       | LNH        |    |                  |                  |                  | --               | 7                | 1  | 1                    | 2                    | 0                    |                      |                      |
| 1992-1993  | Lumberjacks de Cleveland     | LIH        | 82 | 47               | 65               | 112              | 104              | 4                | 1  | 2                    | 3                    | 4                    |                      |                      |
| 1993-1994  | Lumberjacks de Cleveland     | LIH        | 81 | 48               | 51               | 99               | 92               |                  |    |                      |                      |                      |                      |                      |
| 1994-1995  | Lumberjacks de Cleveland     | LIH        | 60 | 19               | 17               | 36               | 22               | 1                | 0  | 0                    | 0                    | 0                    |                      |                      |
| 1995-1996  | Lumberjacks de Cleveland     | LIH        | 53 | 22               | 21               | 43               | 27               | 3                | 1  | 0                    | 1                    | 4                    |                      |                      |
| 1996-1997  | Lumberjacks de Cleveland     | LIH        | 46 | 10               | 15               | 25               | 18               |                  |    |                      |                      |                      |                      |                      |
| Totaux LNH | Totaux LNH                   | Totaux LNH | 14 | 2                | 6                | 8                | 8                | 7                | 1  | 1                    | 2                    | 0                    |                      |                      |

## Trophées et honneurs
- Trophée Jim Piggott de la meilleure recrue de la LHOu : 1981
- Seconde équipe de étoiles de la LHOu : 1981
- Seconde équipe de étoiles de la LIH : 1985, 1992 et 1993
- Première équipe de étoiles de la LIH : 1987, 1988, 1989 et 1990.
- Trophée Leo-P.-Lamoureux du meilleur buteur de la LIH : 1989
- Trophée James-Gatschene du meilleur joueur de la saison : 1989
- Trophée N.-R.-« Bud »-Poile du meilleur joueur des séries : 1989
- vainqueur de la Coupe Stanley avec les Penguins de Pittsburgh : 1992